# 위상 변조
위상 변조(位相變調, phase modulation; 간단히 PM)는 원하는 정보를 전송하기 위해 반송파의 위상을 변경하는 변조 방식이다.

## 같이 보기
- 변조